# Gish Abay
Gish Abay est une ville de l'ouest de l'Éthiopie, située dans la zone Mirab Godjam de la région Amhara. Elle est le centre administratif du woreda Sekela. Elle se trouve à 2 744 mètres d'altitude.
Elle tire son nom du mont Gish, situé à proximité, et du fleuve Abay (le Nil Bleu) qui prend sa source dans les contreforts de la montagne.

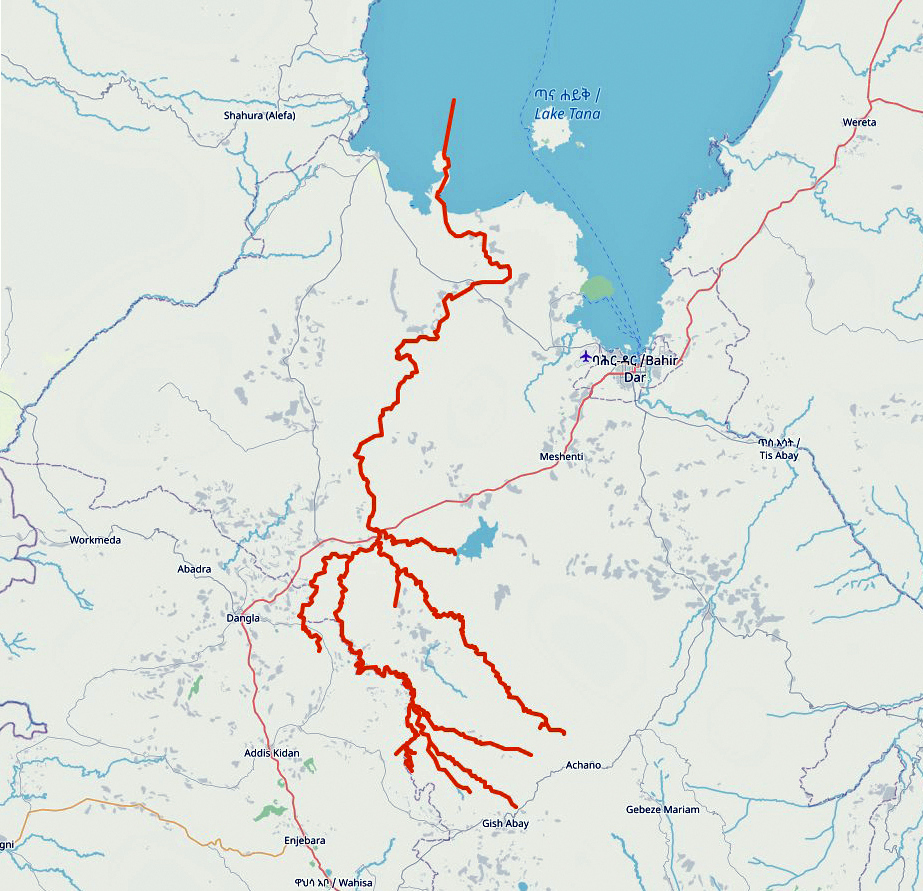
Le petit Abay ou Gilgel Abay et ses affluents, jusqu'à son embouchure dans le lac Tana.

Gish Abay est connue pour être la source du Nil Bleu (Felege Ghion en guèze), qui consiste en trois petites sources se trouvant dans un périmètre d’environ 20 mètres. Selon la légende, ces eaux auraient des vertus thérapeutiques. Par ailleurs l’Église éthiopienne les considère comme sacrées. À environ 100 m de la source du Nil Bleu se trouve l’église du monastère Gish Abay Felege Ghion Abune Zerabruk, qui fut l’un des centres d’éducation religieuse les plus respectés durant des siècles. Il fut fondé au XVIIe siècle par un saint local, Abune Zerabruk, dont la fête est célébrée le 20 janvier. Dans la ville, on trouve aussi une autre église, dédiée à Marie.

## Histoire
Au départ, la ville était située dans un lieu appelé Yideb, une zone montagneuse qui fut fortifiée par les forces d’occupation italiennes durant la Seconde guerre italo-abyssinienne. À cette époque, le fort était constamment attaqué par les Arbegnoch locaux, en particulier par Dejazmach Zelleke Desta, et les Italiens durent l’abandonner avant l’arrivée d’Haïlé Selassié et des forces britanniques. L’endroit servit ensuite de base aux forces de libération, ce qui incita les populations locales à s’y installer. Cet afflux de population aboutit à la fondation de Gish Abay, qui devint rapidement un carrefour commercial important pour les céréales et le bétail. La ville continua à se développer jusqu’à ce que le manque de place, dans cette zone montagneuse, ne limite son expansion. Pour remédier à ce problème, en 1987, la ville fut réimplantée à un endroit plus proche du mont Gish.

## Démographie
Selon les estimations de 2005 de l’Agence centrale de la statistique éthiopienne (CSA), Gish Abay compte 3 385 habitants. Ces estimations sont basées sur le recensement de 1994. À cette époque, la population était de 1 959 habitants.